# Arbeitsgemeinschaft Rhön
Die Regionale Arbeitsgemeinschaft Rhön, auch ARGE Rhön genannt, ist eine länderübergreifende Zusammenarbeit der fünf in der Rhön liegende Landkreise Fulda in Hessen, Wartburgkreis und Landkreis Schmalkalden-Meiningen in Thüringen sowie Landkreise Rhön-Grabfeld und Bad Kissingen in Bayern. 

## Geschichte
Die ARGE wurde am 13. Januar 2000 im thüringischen Frankenheim/Rhön gegründet. Anstoß für die Gründung war der im September 1997 ausgeschriebene Wettbewerb „Regionen der Zukunft – auf dem Weg zu einer nachhaltigen Entwicklung“, bei dem die Rhön als eine von 26 Regionen in Deutschland mit einem ersten Platz im Juli 2000 ausgezeichnet wurde. Ihr Wettbewerbsbeitrag waren Ansätze zu einer nachhaltigen Entwicklung. Mit 20 regionalen Organisationen und Institutionen wird für die Zukunft der Rhön-Region gearbeitet, die gleichzeitig Biosphärenreservat ist. Ziel ist eine nachhaltige Entwicklung und Gestaltung der Rhön als gemeinsamer Wirtschafts-, Kultur- und Naturraum.

## Vorsitz
Erster Vorsitzender war der Landrat des Landkreises Bad Kissingen, Herbert Neder. Im Jahr 2001 wechselte der Vorsitz in den Wartburgkreis mit dem damaligen Landrat Martin Kaspari als Vorsitzenden. Ab 1. März 2002 wurde Fuldas Landrat Fritz Kramer berufen. Vom 1. März 2003 bis zum 29. Februar 2004 übernahm der Landrat des Landkreises Schmalkalden-Meiningen Ralf Luther den Vorsitz. Im Zeitraum von 1. März 2004 bis zum 28. Februar 2005 war Rhön-Grabfeld-Landrat Thomas Habermann Vorsitzender. Seit 2005 wechselt der Vorsitz alle zwei Jahre: Landrat Thomas Bold (Landkreis Bad Kissingen) von 2005 bis 2007, Landrat Reinhard Krebs (Wartburgkreis) von 2008 bis 2009, Landrat Bernd Woide (Landkreis Fulda) 2010–2011, Landrat Thomas Habermann (Landkreis Rhön-Grabfeld) 2012–2013 und Landrat Peter Heimrich (Landkreis Schmalkalden-Meiningen) 2013–2014. Seit Januar 2015 liegt die ARGE-Geschäftsführung wieder bei Landrat Thomas Bold.